# غار گلجیک

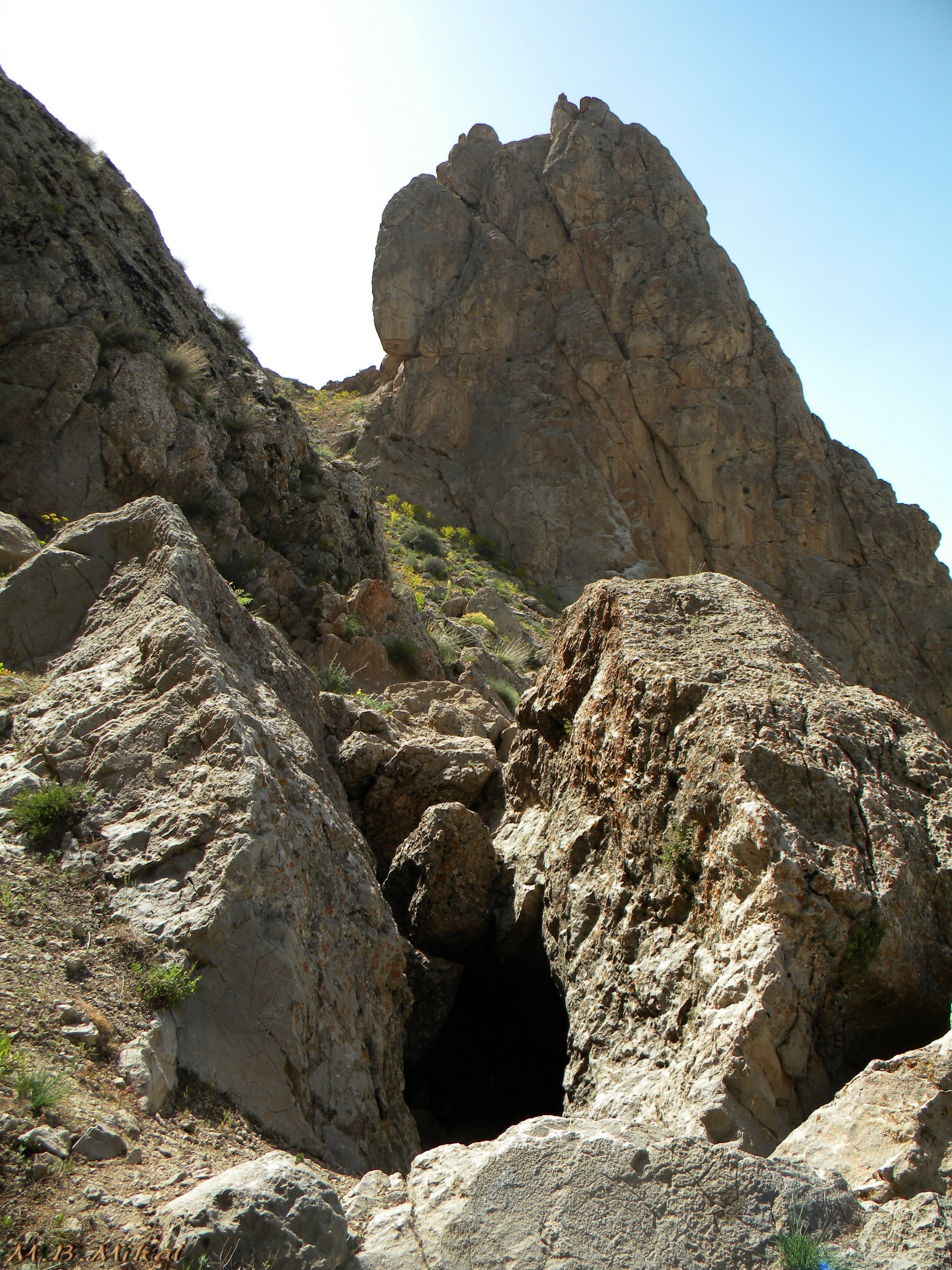
ورودی غار گلجیک.

غار گلجیک زنجان یکی از شش غار آهکی کشف شده در این استان است.

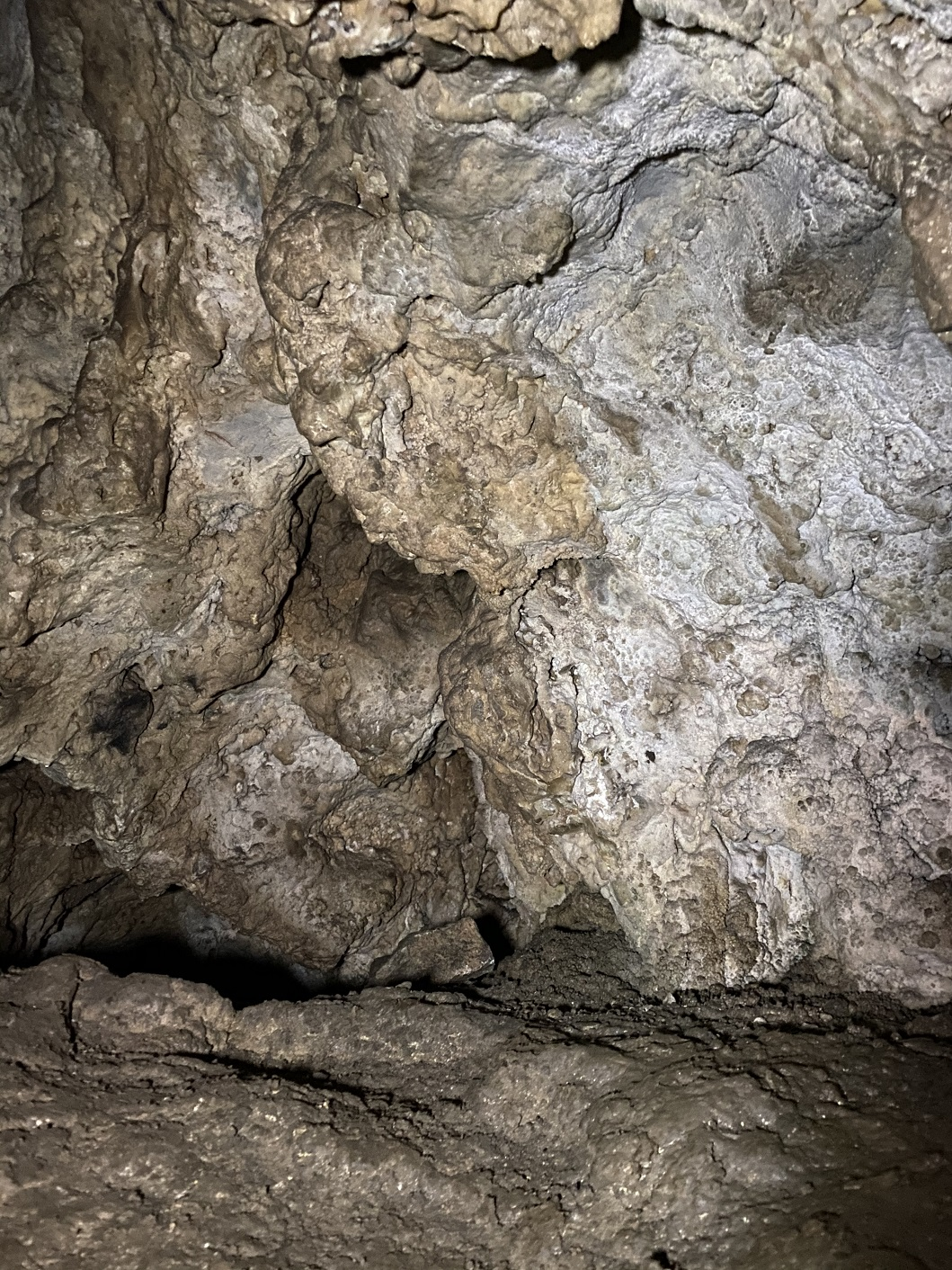
نمای داخلی غار

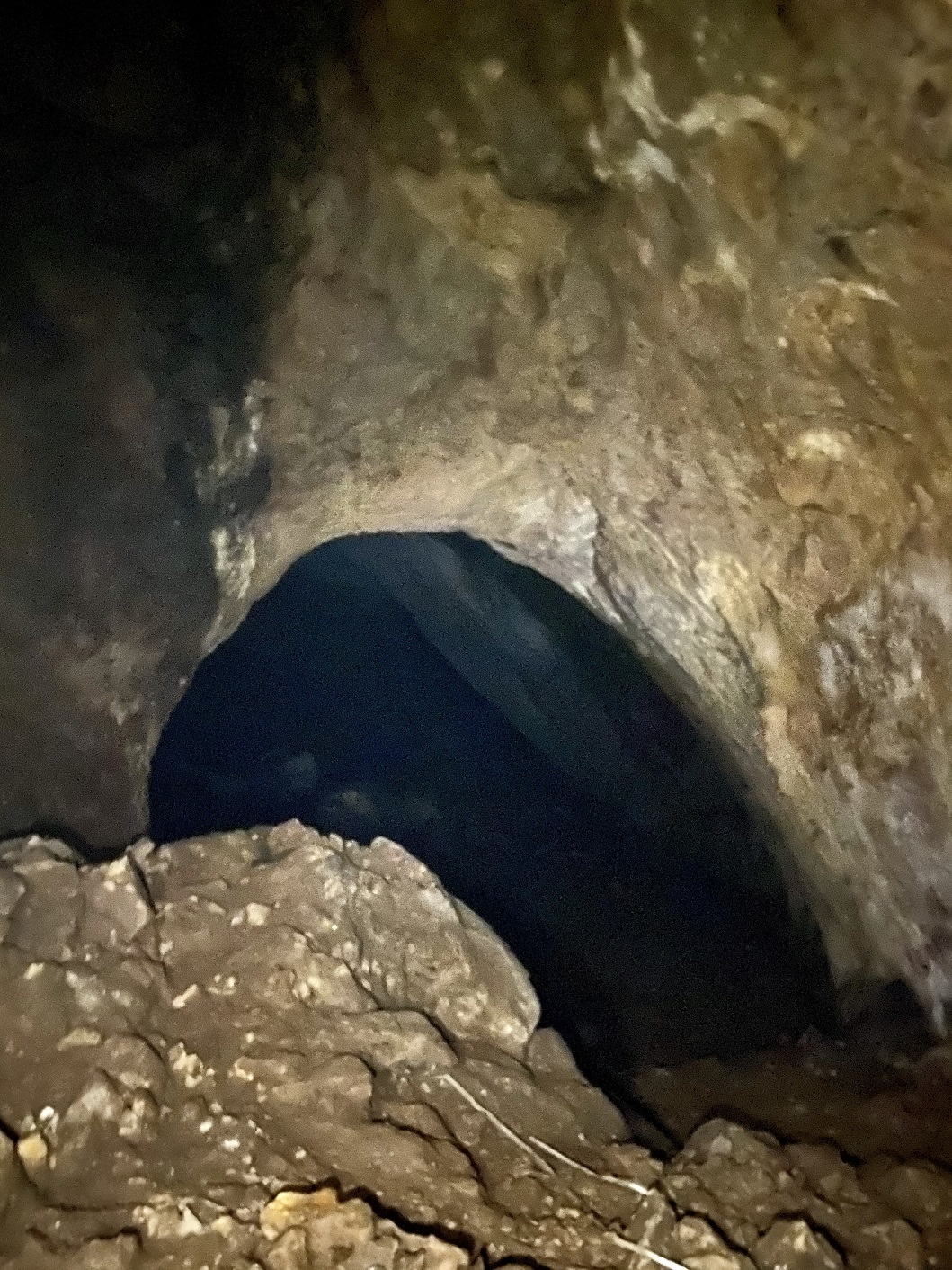
تالار اصلی

## موقعیت
این غار در ۳۵ کیلومتری جنوب غربی شهرستان زنجان، در ارتفاعات مشرف به روستاهای «گلجیک» ، «آقبلاغ زنجان» و <<الگو:ابدال>> ، از توابع شهرستان زنجان واقع شده‌است و در حال حاضر، راه سواره‌رو ندارد و راه آن را باید پیاده نمود.

## هشدار
حتما با بلد و راهنما به همراه تجهیزات مناسب به این مکان مراجعه کنید!

## ویژگی‌ها
این غار عظیم که به‌طور طبیعی، از فرسایش سنگ‌های آهکی موجود در آن پدیده آمده، ابعاد آن ۷۰۰×۱۰۰ متر و ارتفاع تقریبی آن ۵۰ متر است. با داشتن آب و هوای مناسب، پناهگاه و مسکن انسان‌های دوران پیش از تاریخ بوده‌است.

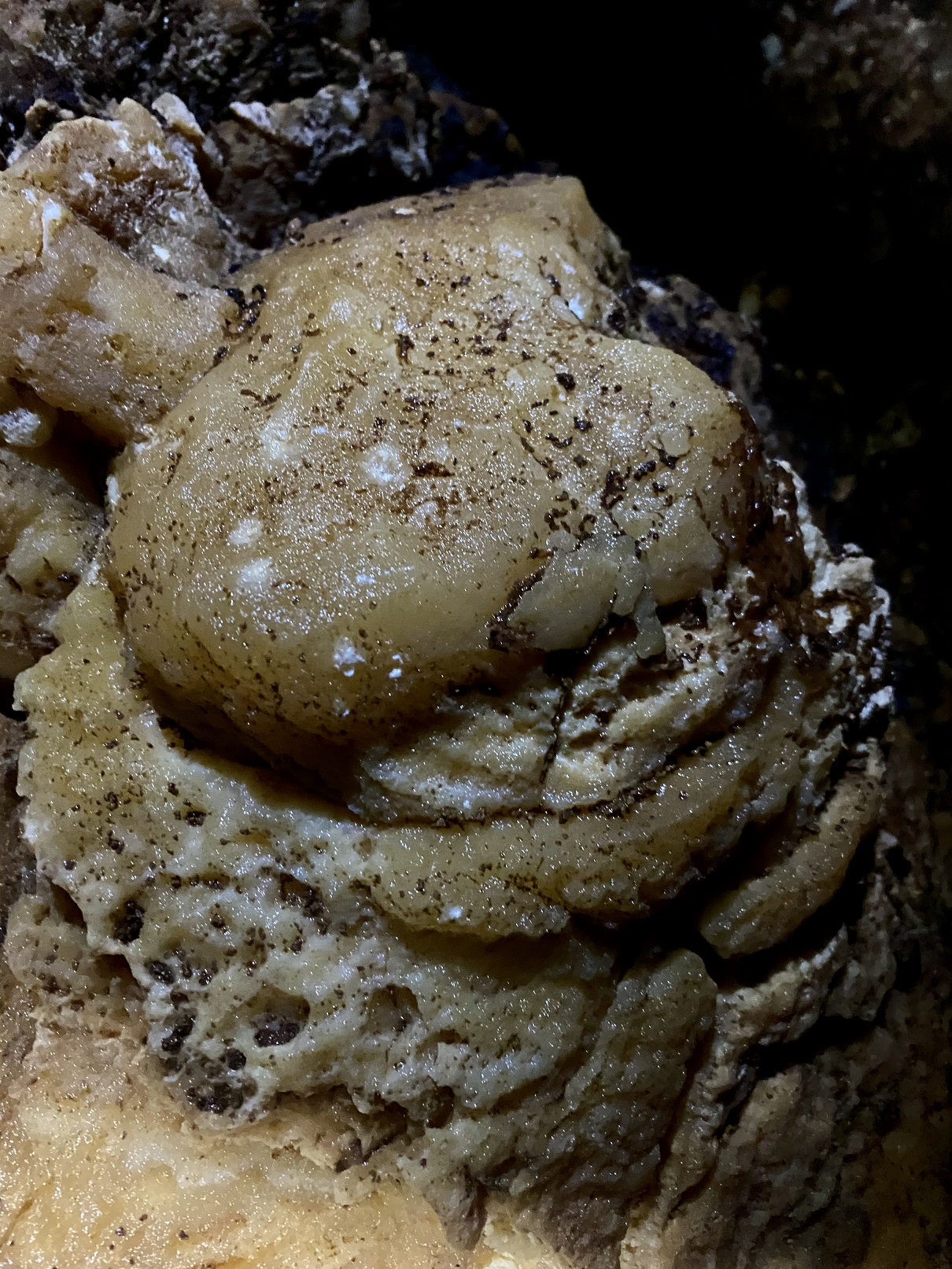
قندیل های موجود داخل غار

## تخریب توسط عوامل انسانی
متاسفانه اخیرا نوشته‌هایی توسط بازدید کننده‌ها  در دیواره‌های غار ایجاد شده و زباله‌های بجای‌مانده صحنه ی زشتی به همراه دارد.
و نیز حفره‌هایی توسط جویندگان گنج در برخی نقاط دیده می‌شود.

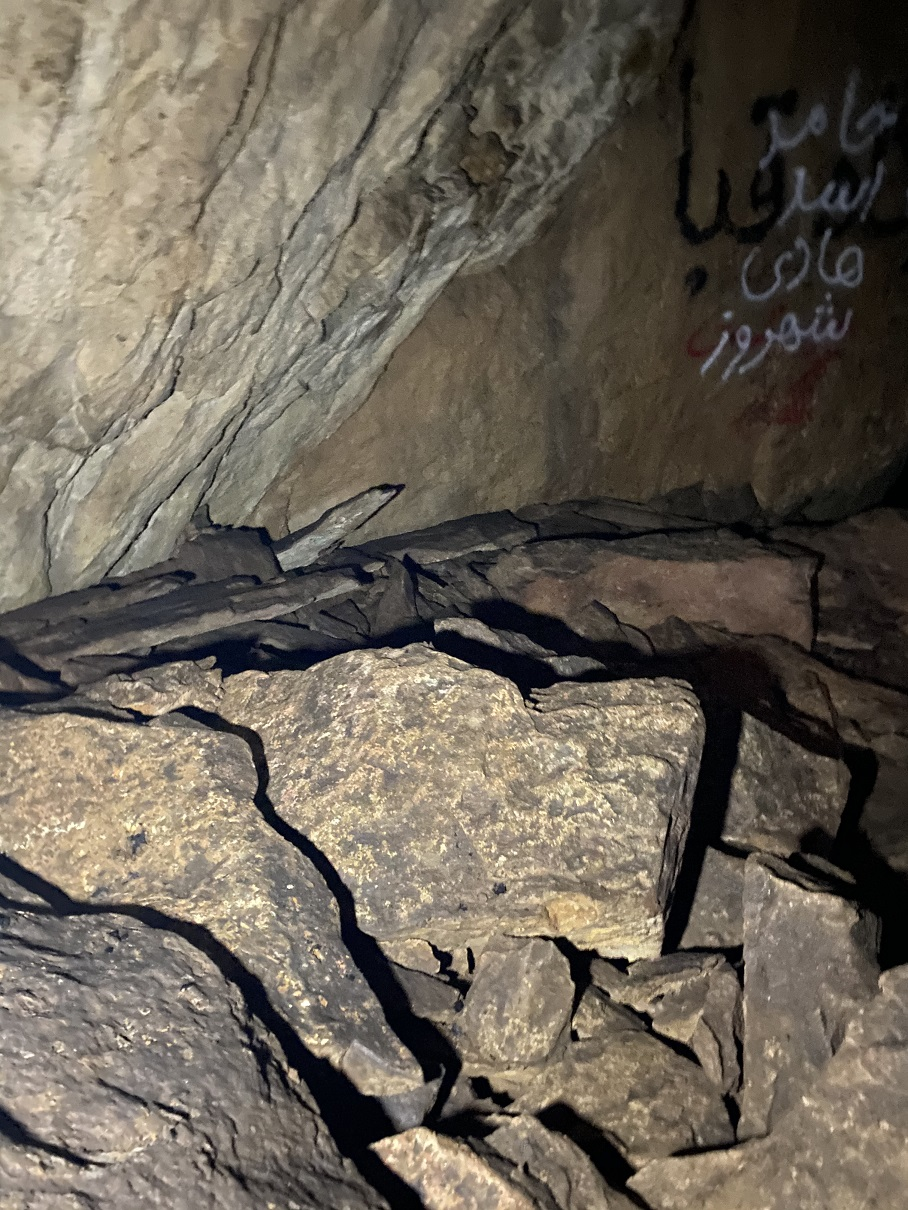
یادگاری های نوشته شده روی دیواره ی غار

## پیشینه
این غار پیش از این دارای دو ورودی بود که در سال 1369 در زلزله دهانه ی اصلی تخریب شد.
درون این غار آثاری از زندگی انسان‌های دوره «آشولین» تا «بردوستین»(به انگلیسی: Baradostian) متعلق به شانزده تا سی هزار سال پیش از میلاد کشف شده‌است.
درون غار، ابزار، ادوات، تیغه‌های سنگی و استخوان حیوانات شکاری به مقدار فراوان دیده می‌شود. آنچه که بیش‌تر از همه در خور بررسی و اهمیت است، آثار معماری درون غار است که نشان از محصور نمودن فضاهای زیستی و تعیین حریم‌ها دارد و تعیین حدود مالکیت را در آن دوره نشان می‌دهد.
در آذرماه سال ۱۳۹۳، خبرگزاری فارس گزارش داد که با آماده شدن بهره‌برداری معدنی این مجموعه باستانی در خطر نابودی قرار گرفت.

## چشم انداز
مردم بومی منطقه و دوستداران فرهنگ و طبیعت ایران و زنجان معتقدند با کمک سرمایه گذاران بخش خصوصی و مساعدتهای دولت میتوان ضمن ایجادراه دسترسی مناسب این غار زیبا را برای بازدید علاقمندان آماده سازی و به شکل مناسبی نیز محافظت نمود. امیدواریم این مهم با کمک مسئولین ذیربط و پیگیری های علاقمندان به زودی محقق شود